# Diclinanona
Diclinanona é um género botânico pertencente à família Annonaceae.